# Tension-free vaginal tape
Tension free Vaginal Tape (kurz TVT) beschreibt ein Kunststoffband aus Polypropylen (Prolene) und ein damit verbundenes Operationsverfahren in der Urogynäkologie zur Behandlung einer bestimmten Form der Harninkontinenz, der so genannten Belastungsinkontinenz (veraltet: Stressinkontinenz).

## Indikation
Es gibt mehrere Risikofaktoren für die Harninkontinenz der Frau. Zu berücksichtigen sind dabei insbesondere der Zustand des (gedehnten) Beckenbodens nach mehreren Geburten, eine angeborene Bindegewebsschwäche und Adipositas (Übergewicht). Infolgedessen kann es z. B. beim Husten, Lachen, Niesen oder Treppensteigen zu einer Inkontinenz kommen, der sogenannten Belastungsinkontinenz (veraltet: Stressinkontinenz). Die genannten Aktivitäten wie auch Übergewicht haben einen intraabdominale Druckerhöhung (d. h. in der Bauchhöhle) zur Folge, die von oben auf die Harnblase einwirkt. Ein gesunder Beckenboden bietet der Unterseite der Harnblase und der Harnröhre ein Gegenlager, so dass ein Verschlussmechanismus gewährleistet ist. Beim geschwächten Beckenboden hält dieses Gegenlager dem erhöhten Blasendruck nicht stand: der Verschlussmechanismus wird überwunden, und man verliert Urin. In leichten Fällen kann die Betroffene durch tägliche Übungen zum Training der Beckenbodenmuskulatur eine Heilung erzielen. In schwereren Fällen, vor allem aber bei hohem Leidensdruck der Patientin, kommt eine operative Therapie zum Tragen.

## Hintergrund
Die TVT-Plastik (Tension free Vaginal Tape) nach Ulmsten stellt eine schonendere Operationstechnik zur Behandlung der Stressharninkontinenz im Vergleich zur klassischen operativen Therapie dar. Seit etwa 1995 wird sie in den skandinavischen Ländern und seit Juni 1996 auch in Deutschland durchgeführt. Mittlerweile hat sie sich in vielen weiteren europäischen Ländern und den Vereinigten Staaten etabliert.

## Durchführung
Bei dieser Technik wird in Allgemeinanästhesie (manchmal auch Spinalanästhesie) ein Kunststoffband spannungsfrei (engl. tension-free) unter die Harnröhre gelegt und durch kleine Ausstiche hinter dem Schambein (Os Pubis) nach oben durch das Cavum rezii ausgeführt.

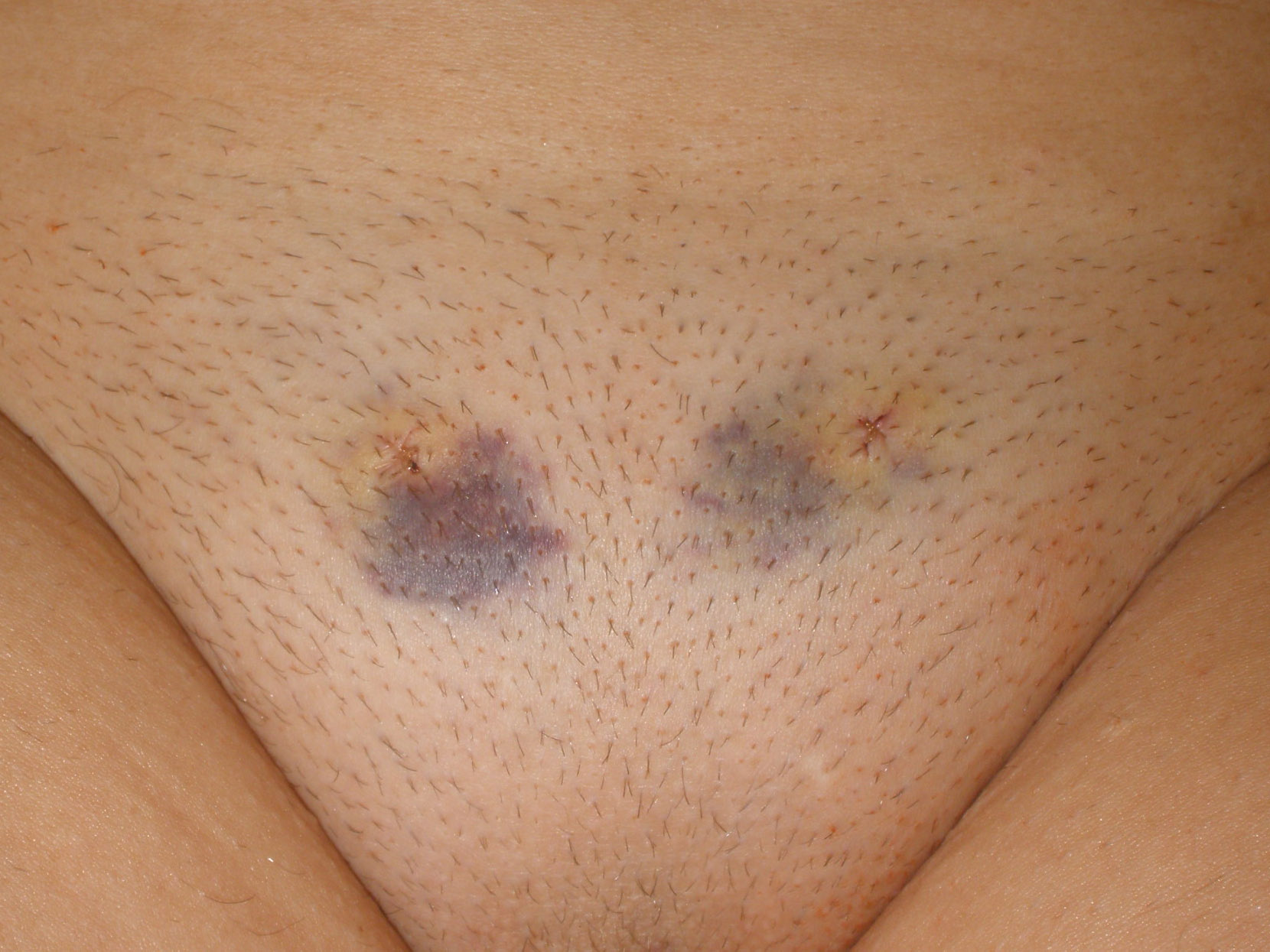
TVT-Ausstiche des Bändchens am Schambein, drei Tage nach dem Eingriff

Die Schlinge wird beim intraoperativen Hustentest, gerade so weit angehoben, dass es beim Husten nicht mehr zu Urinverlust kommt. Eine häufige Komplikation ist hierbei eine Überkorrektur der Inkontinenz, was zu postoperativen Blasenentleerungsstörungen führen kann. Eine individuelle Anpassung der Lage des Bandes an die jeweilige Länge der Harnröhre ist unausweichlich, da das Band nur bei optimaler Lage seine volle Funktion auswirken kann.
Eine präoperative Pelvic-Floor-Sonographie, vor allem aber das Ausmessen der Urethralänge, ist also in jedem Fall indiziert.
Die Wirkungsweise der TVT-Plastik besteht in der spannungsfreien Stabilisierung der mittleren Harnröhre und indirekt des Blasenbodens. Auf diese Weise wird eine Kompensation des Bindegewebs- und Banddefektes erreicht, da ein Absinken der Harnröhre (und damit eine Inkontinenz) unter Druck verhindert wird.

## Komplikationen
Mögliche Komplikationen einer TVT-Operation können sein:
- Weiterhin bestehende Inkontinenz
- Blasenentleerungsstörungen bei Überkorrektur (zu straff angezogenes Band)
- „Tethered Tape“ – Das Band ist mit der Scheidenhaut verwachsen, wodurch die Funktion des Bandes gestört ist
- Band-Arrosion – Das Band ist durch die Scheidenwand gewandert und liegt frei. Das Band ist nicht nur funktionslos, es kann ebenfalls zu Infektionen kommen
- Die allgemeinen Komplikationen einer Operation